# Itaeté
Itaeté är en kommun i Brasilien.   Den ligger i delstaten Bahia, i den östra delen av landet, 800 km öster om huvudstaden Brasília. Antalet invånare är 14 932.
Omgivningarna runt Itaeté är huvudsakligen savann. Runt Itaeté är det glesbefolkat, med 11 invånare per kvadratkilometer.